# Burtina sectinota
Burtina sectinota là một loài bướm đêm trong họ Geometridae.